# Karel Janoušek
Karel Janoušek (30. října 1893 Přerov – 27. října 1971 Praha) byl československý armádní generál i. m. a letecký maršál, člen prvního a druhého odboje a vězeň komunistického režimu.

## Životopis
Karel Janoušek se narodil 30. října 1893 v Přerově do rodiny Karla Janouška, zřízence dráhy v Přerově, a Adelhaid Janouškové, rozené Gerhart. Když mu byly dva roky, jeho matka zemřela. Otec se brzy znovu oženil a s manželkou měl dalších devět dětí. Rodina žila v Přerově na Horním náměstí. Karel Janoušek vystudoval gymnázium v Přerově, maturoval v roce 1912. Po studiích pracoval u firmy svého vzdáleného příbuzného jako soukromý úředník.

### První světová válka a období první republiky
V červnu 1915 byl odveden k rakouské armádě v červnu a s c. k. pěším plukem č. 57 bojoval nejprve na italské, později na ruské frontě. Dne 2. července 1916 padl v Dubně do zajetí. Dne 1. října 1916 podal v Oděse přihlášku do československých legií. Coby vojín byl zařazen 1. srpna 1916 do 2. srbské divize, 14. října 1916 byl převelen k 1. zál. pluku v československých legiích v Rusku. Jako legionář se zúčastnil bitvy u Bachmače a bitvy u Zborova. Byl dvakrát zraněn. V únoru 1919 dosáhl hodnosti kapitána.
V letech 1918–1938 sloužil v československé armádě jako důstojník z povolání, z legií byl oficiálně propuštěn 2. února 1920. Přestěhoval se do Prahy a oženil se s Annou Steinbachovou, manželství zůstalo bezdětné.
S rozvojem letectví v Československu začala roku 1924 i jeho letecká kariéra. Spíše než manuálními leteckými schopnostmi vynikal těmi taktickými. Stal zemským leteckým velitelem pro Čechy, v roce 1936 byl povýšen do hodnosti brigádního generála.

### Za druhé světové války
V listopadu 1939 se mu podařilo uniknout z Protektorátu Čechy a Morava do Francie, po jejíž kapitulaci odplul v červnu 1940 do Anglie.
Zde organizoval tvorbu československých leteckých jednotek v Royal Air Force. Je jediným Čechoslovákem, který získal hodnost leteckého maršála RAF; 17. května 1945 mu ji udělil britský král Jiří VI. Současně mu byl udělen vysoký anglický řád Knight Commander of the Honourable Order of the Bath. V Československém letectvu dosáhl hodnosti divizního generála.
Jeho působení v západním odboji mělo za následek internaci jeho rodinných příslušníků nacisty. Během války tak zemřela Janouškova manželka, sestra, bratr a dva švagři. Přežila jen jeho druhá sestra a dva bratři, jeden z nich ale ještě v září 1951 zemřel na následky krutého věznění.
V srpnu 1945 po příletu do vlasti se mu dostalo zaslouženého uznání.

### Po roce 1948

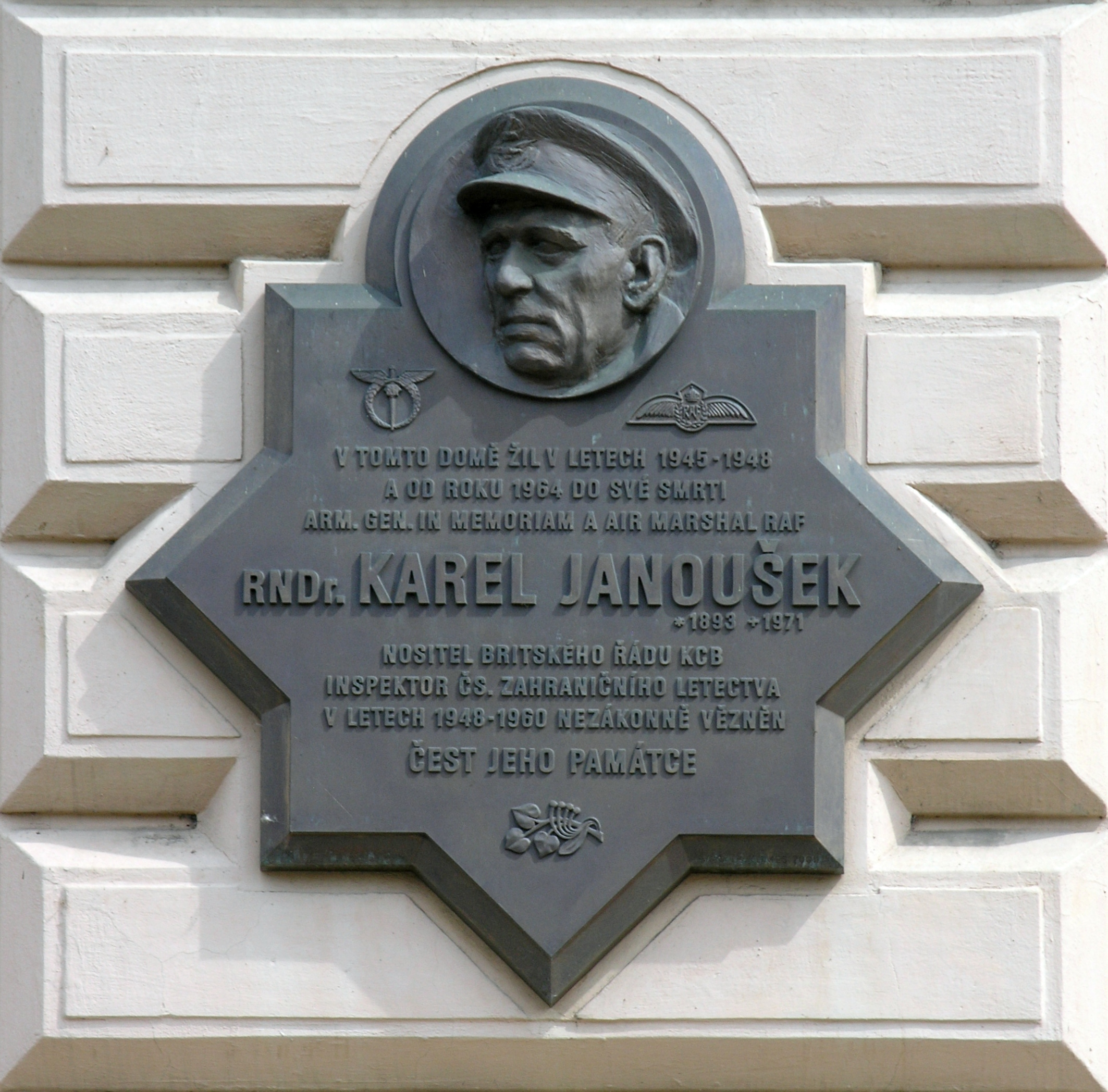
Pamětní deska na fasádě domu v ulici U Železné lávky 4 v Praze na Malé Straně.

Krátce po únorovém převratu byl nejprve přeložen do výslužby a později jej Státní bezpečnost vyprovokovala k pokusu o emigraci, při kterém ho zatkla. V následném vykonstruovaném procesu byl vrchním vojenským soudem „za dezerci, pokus o zločin vojenské zrady a pokus o zločin úkladů o republiku“ odsouzen nejprve k trestu smrti. S ohledem na to, že údajný čin nebyl dokonán, byl trest změněn na 18 let těžkého žaláře, degradaci na vojína, ztrátu akademického titulu a vyznamenání.
Po několika odvoláních Janouška i žalobce byl nakonec trest žaláře zvýšen na 19 let. V roce 1950 pak byl odsouzen znovu za údajnou přípravu pokusu o útěk, tentokráte na doživotí. Během svého dvanáctiletého věznění vystřídal řadu věznic, včetně Leopoldova, který měl spolu s trestaneckými pracovními tábory při jáchymovských uranových dolech pověst nejkrutějšího komunistického vězení a byl často označován za likvidační zařízení. V době doživotního vězení, pod silným psychickým i fyzickým tlakem, byl kontaktován STB a v roce 1956 byl určen jako důvěrník podávat zprávy na důstojníka SS Kleina. Po propuštění z vězení na amnestii v roce 1960 se potýkal s velkou existenční nejistotou, nakonec pracoval jako „inventurník“ v podniku Textil Praha a byl opět po dobu dalších 5 let veden jako spolupracující osoba. Na jeho obranu je nutno poznamenat, že ve svých zprávách se letců ze západu aktivně zastával.

V roce 1968 byl zcela rehabilitován, avšak hodnost a vyznamenání mu navráceny nebyly. Začal sepisovat své paměti, ale smrt jej zastihla na samém začátku této činnosti. Urna s popelem byla uložena v hrobě rodiny Hofmannovy a Fenzlovy na Libeňském hřbitově v Praze. Dne 12. května 2014 byly ostatky přeneseny na hřbitov Šárka v Dejvicích za přítomnosti rodinných příslušníků, zástupců Československé obce legionářské, Klubu vojenské historie 276th Sqdn (reenacted) RAF, o. s., Leteckého klubu generála Janouška a Mezinárodního řádu Křižovníci s červeným srdcem Cyriaci.

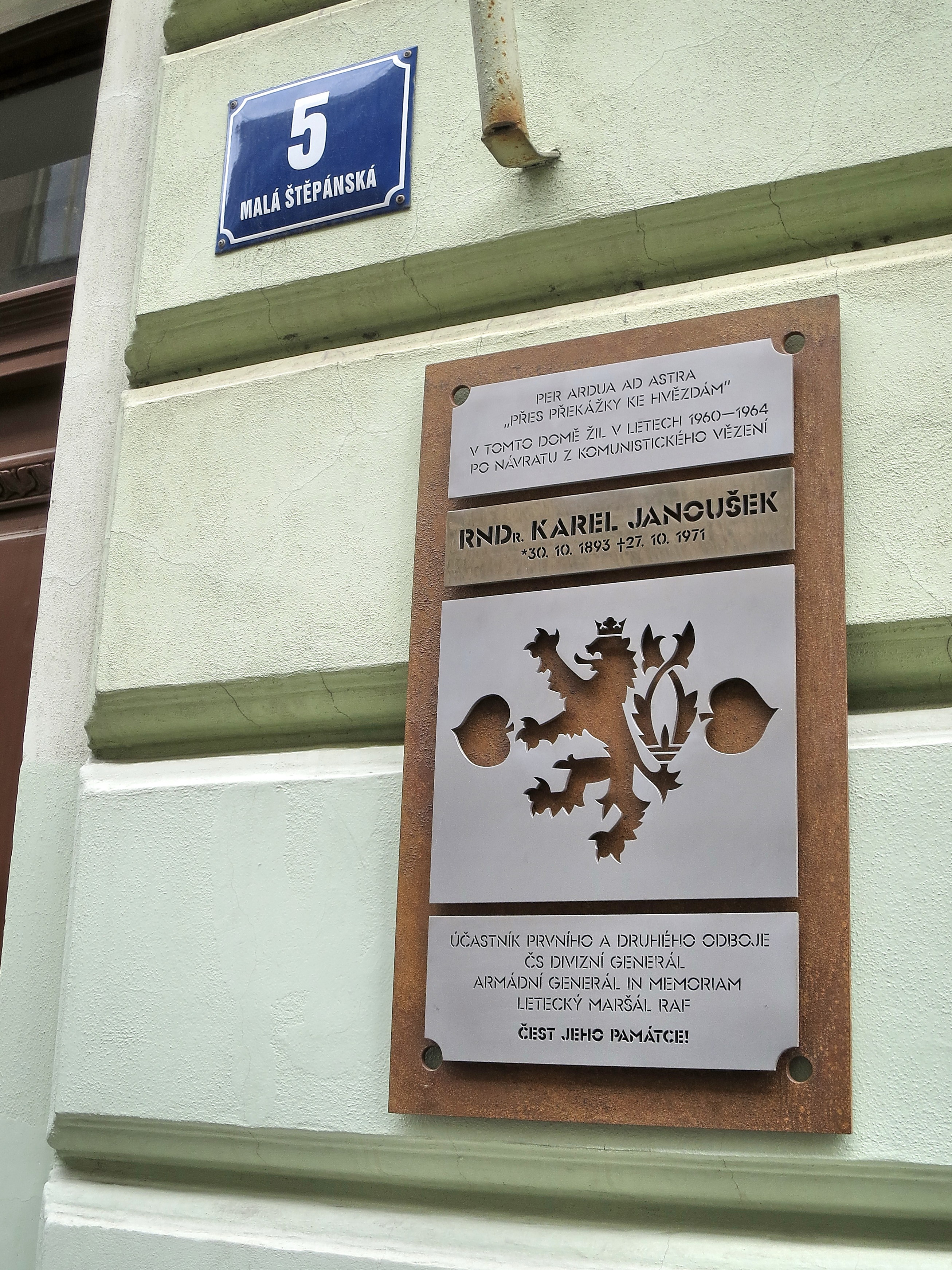
Pamětní deska na domě v Praze 2, ul. Malá Štěpánská 5

### Po roce 1989
Plného zadostiučinění se mu dostalo až po listopadu 1989, kdy mu byla rozkazem prezidenta ČSFR ze dne 23. srpna 1990 vrácena hodnost i vyznamenání. 2. prosince 1991 mu byla posmrtně udělena nejvyšší československá vojenská hodnost: armádní generál.

### Pojmenování
- Na počest generála Janouška byl 26. října 2007 jeden ze dvou nových letounů Airbus A319CJ v dopravním letectvu Armády ČR slavnostně pokřtěn jeho jménem.[12]
- Na počest leteckého maršála a armádního generála RNDr. Karla Janouška bylo 22. září 2012 pojmenováno jeho jménem Evropské vojenské centrum zřízené na zámku v Jemnici. Zřizovatelem centra je mezinárodní nevládní organizace Mezinárodní řád Křižovníků s červeným srdcem – cyriaků.
- Ulice Generála Janouška se nacházejí v Praze 9 na Černém Mostě, v Moravské Ostravě poblíž ulice Generála Píky a v jeho rodném Přerově.
- Dne 8. května 2018 byl Rozkazem prezidenta republiky č. 1 ze dne 28. února 2018 26. pluku velení, řízení a průzkumu propůjčen čestný název „armádního generála Karla Janouška“. [13]

### V populární kultuře
V rámci hudebního festivalu Masters of Rock 2012 představila švédská skupina Sabaton píseň „Far from the Fame“ na počest Karla Janouška. Píseň vyšla v roce 2014 také ve studiové verzi na albu Heroes.

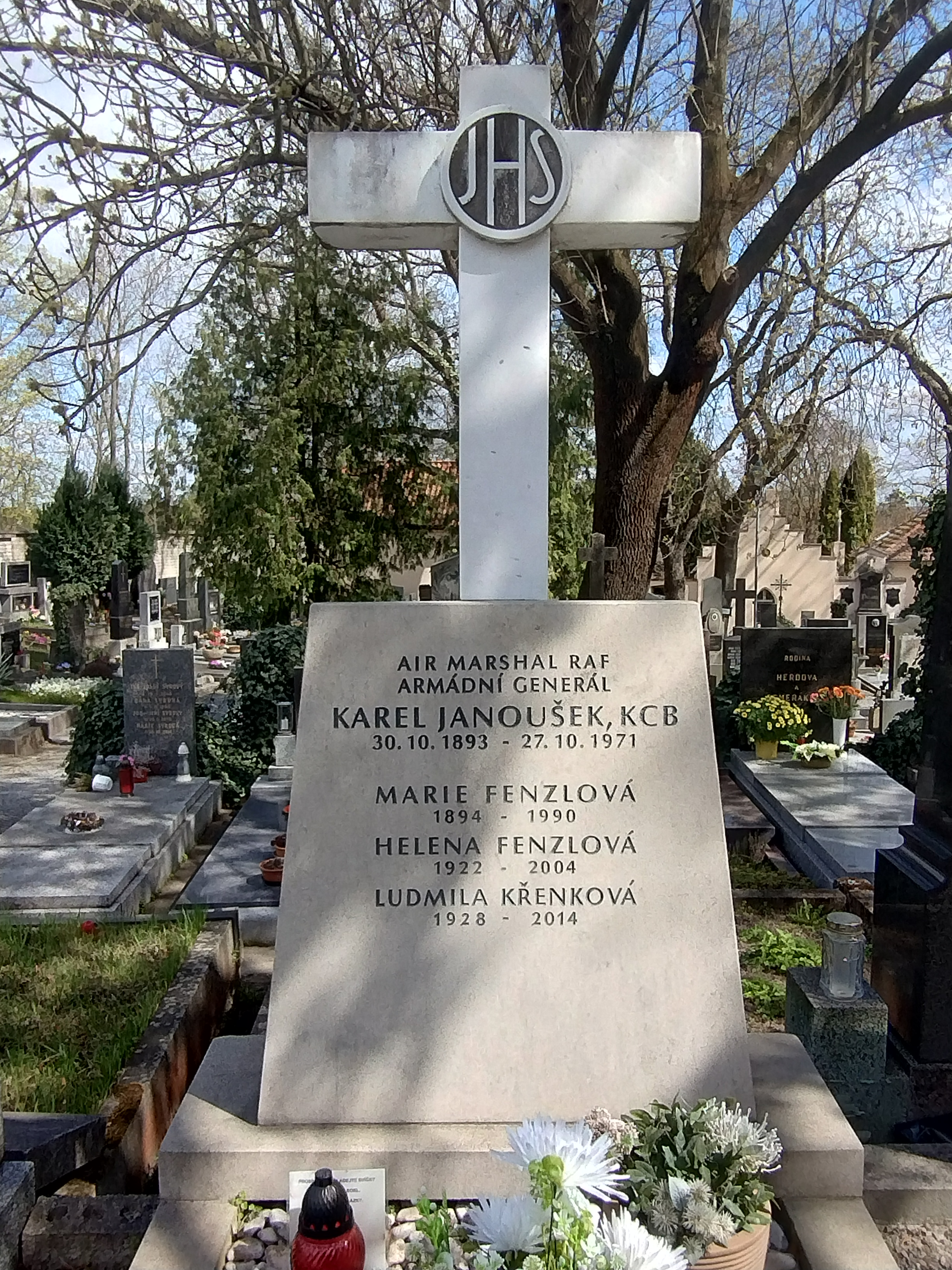
Detail hrobu Karla Janouška na hřbitově Šárka, Praha 6 - Dejvice

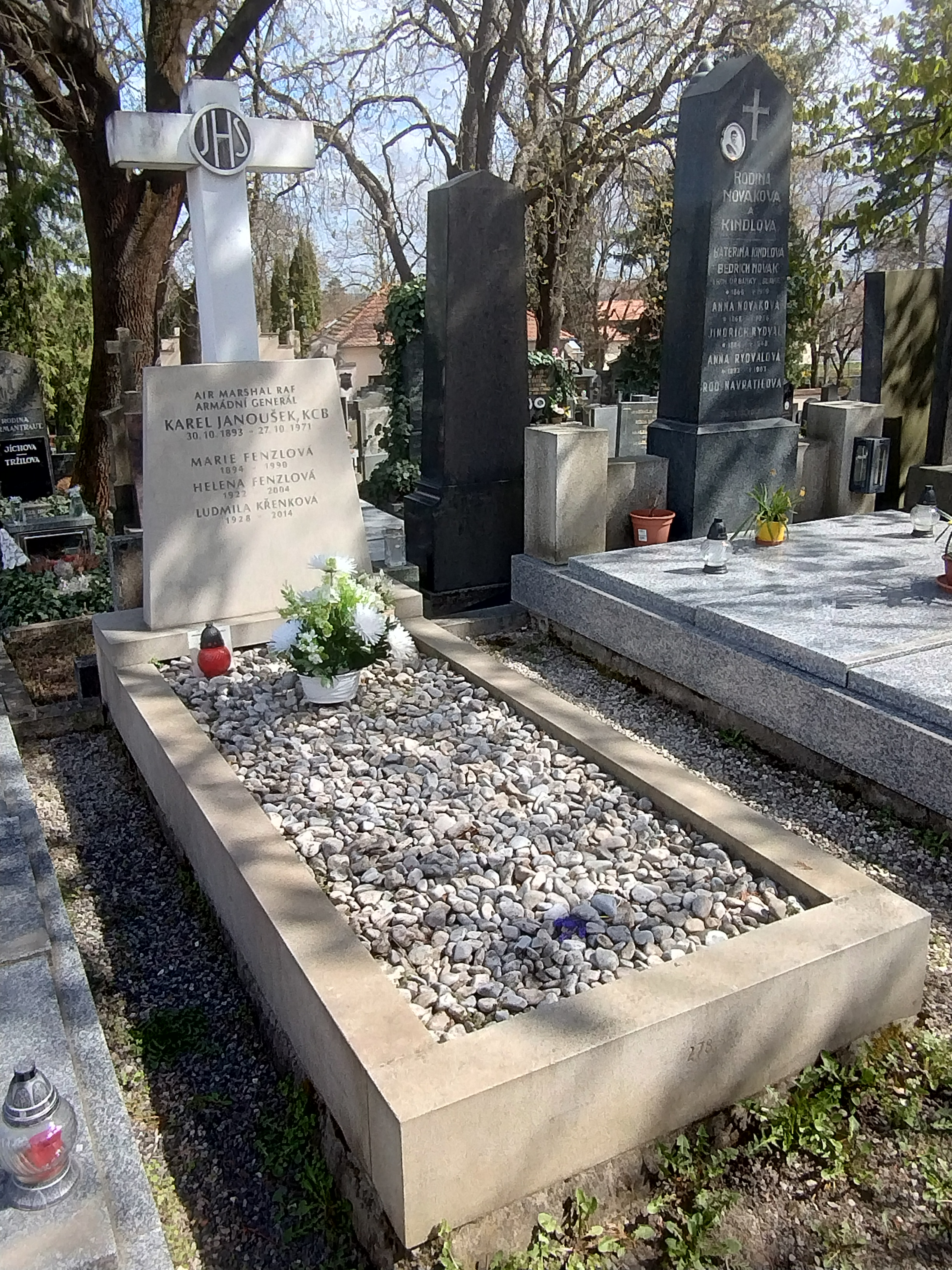
Hrob Karla Janouška na hřbitově Šárka, Praha 6 - Dejvice